# Rectoria de Campdorà
La Rectoria de Campdorà és una casa de Campdorà, al municipi de Girona, inclosa a l'Inventari del Patrimoni Arquitectònic de Catalunya.

## Descripció
És un edifici de planta baixa i dos pisos, amb façana a migdia. Composició simètrica respecte a la porta de llinda planera de pedra amb data imprecisa (1819 o 1879 ?). Aquesta porta genera un eix potenciat per un balcó al primer pis i finestra al segon pis (sempre de llinda planera i de pedra), flanquejat per obertures. La façana es clou amb ràfec de coberta i carener perpendicular. La façana lateral dreta està sense arrebossar i té una finestra de pedra d'arc carpanell a nivell del segon pis. La façana lateral esquerra està adossada a l'església parroquial a l'absis.

## Història
La data de la llinda de pedra de la porta d'accés assenyala el 1819 o 1879 (?)